# Milanos sexdagars
Milanos sexdagars var ett sexdagarslopp i bancykling som arrangerades i Milano. Efter två inledande lopp 1927 och 1928 dröjde det ända till 1961 innan loppet arrangerades igen. 1985 fick loppet ställas in efter att taken på velodromerna Velodromo Vigorelli (utomhus) och Palasport di San Siro (inomhus) rasat in på grund av ett kraftigt snöfall i januari (den förstnämnda fick nytt tak 1990 och den andra revs). Det återupptogs därefter först 1996, men efter fyra år lades det åter ner. Ett försök att återuppliva loppet 2008 blev en engångsföreteelse. Loppet gick vanligtvis i februari (1928–1929 i december och 2008 i november).

## Podieplaceringar
| År         | Vinnare                             | Tvåa                                | Trea                                |
| 1927       | Costante Girardengo Alfredo Binda   | Domenico Piemontesi Piet van Kempen | Pietro Bestetti Alfredo Dinale      |
| 1928       | Costante Girardengo Pietro Linari   | Onésime Boucheron Alessandro Tonani | Lucien Choury Louis Fabre           |
| 1929- 1960 | ej avhållet                         | ej avhållet                         | ej avhållet                         |
| 1961       | Ferdinando Terruzzi Reginald Arnold | Peter Post Rik Van Looy             | Walter Bucher Fritz Pfenninger      |
| 1962       | Rik Van Steenbergen Emile Severeyns | Reginald Arnold Ferdinando Terruzzi | Peter Post Rik Van Looy             |
| 1963       | Peter Post Ferdinando Terruzzi      | Klaus Bugdahl Fritz Pfenninger      | Rik Van Steenbergen Emile Severeyns |
| 1964       | Rik Van Steenbergen Leandro Faggin  | Peter Post Ferdinando Terruzzi      | Palle Lykke Jensen Fritz Pfenninger |
| 1965       | Rik Van Steenbergen Gianni Motta    | Peter Post Ferdinando Terruzzi      | Dieter Kemper Horst Oldenburg       |
| 1966       | Peter Post Gianni Motta             | Freddy Eugen Palle Lykke Jensen     | Leandro Faggin Patrick Sercu        |
| 1967       | Peter Post Gianni Motta             | Klaus Bugdahl Patrick Sercu         | Leandro Faggin Sigi Renz            |
| 1968       | Peter Post Gianni Motta             | Rudi Altig Felice Gimondi           | Dieter Kemper Horst Oldenburg       |
| 1969       | Dieter Kemper Horst Oldenburg       | Eddy Merckx Patrick Sercu           | Michele Dancelli Peter Post         |
| 1970       | Dieter Kemper Norbert Seeuws        | Klaus Bugdahl Sigi Renz             | Romain Deloof Fritz Pfenninger      |
| 1971       | Eddy Merckx Julien Stevens          | Gianni Motta Peter Post             | Erich Spahn Fritz Pfenninger        |
| 1972       | Felice Gimondi Sigi Renz            | Gianni Motta Patrick Sercu          | Carlo Rancati Alain Van Lancker     |
| 1973       | Patrick Sercu Julien Stevens        | Gianni Motta Alain Van Lancker      | Felice Gimondi Sigi Renz            |
| 1974- 1975 | ej avhållet                         | ej avhållet                         | ej avhållet                         |

| År         | Vinnare                            | Tvåa                           | Trea                                    |
| 1976       | Francesco Moser Patrick Sercu      | Felice Gimondi Rik Van Linden  | Albert Fritz Wolfgang Schulze           |
| 1977       | Felice Gimondi Rik Van Linden      | Freddy Maertens Marc Demeyer   | Francesco Moser René Pijnen             |
| 1978       | Francesco Moser René Pijnen        | Giuseppe Saronni Patrick Sercu | Donald Allan Felice Gimondi             |
| 1979       | Francesco Moser René Pijnen        | Albert Fritz Wilfried Peffgen  | Patrick Sercu Felice Gimondi            |
| 1980       | Giuseppe Saronni Patrick Sercu     | Albert Fritz René Pijnen       | Roger De Vlaeminck Alfons De Wolf       |
| 1981       | Francesco Moser Patrick Sercu      | Albert Fritz René Pijnen       | Donald Allan Danny Clark                |
| 1982       | Giuseppe Saronni René Pijnen       | Francesco Moser Patrick Sercu  | Maurizio Bidinost Urs Freuler           |
| 1983       | Francesco Moser René Pijnen        | Moreno Argentin Patrick Sercu  | Maurizio Bidinost Urs Freuler           |
| 1984       | Francesco Moser René Pijnen        | Guido Bontempi Dietrich Thurau | Roman Hermann Horst Schütz              |
| 1985- 1995 | ej avhållet                        | ej avhållet                    | ej avhållet                             |
| 1996       | Silvio Martinello Marco Villa      | Kurt Betschart Bruno Risi      | Pierangelo Bincoletto Giovanni Lombardi |
| 1997       | Silvio Martinello Marco Villa      | Kurt Betschart Bruno Risi      | Adriano Baffi Gianni Bugno              |
| 1998       | Silvio Martinello Etienne De Wilde | Adriano Baffi Andreas Kappes   | Matthew Gilmore Marco Villa             |
| 1999       | Silvio Martinello Marco Villa      | Adriano Baffi Andreas Kappes   | Andrea Collinelli Jimmi Madsen          |
| 2000- 2007 | ej avhållet                        | ej avhållet                    | ej avhållet                             |
| 2008       | Paolo Bettini Joan Llaneras        | Filippo Pozzato Luke Roberts   | Sebastián Donadio Walter Pérez          |

## Bildgalleri

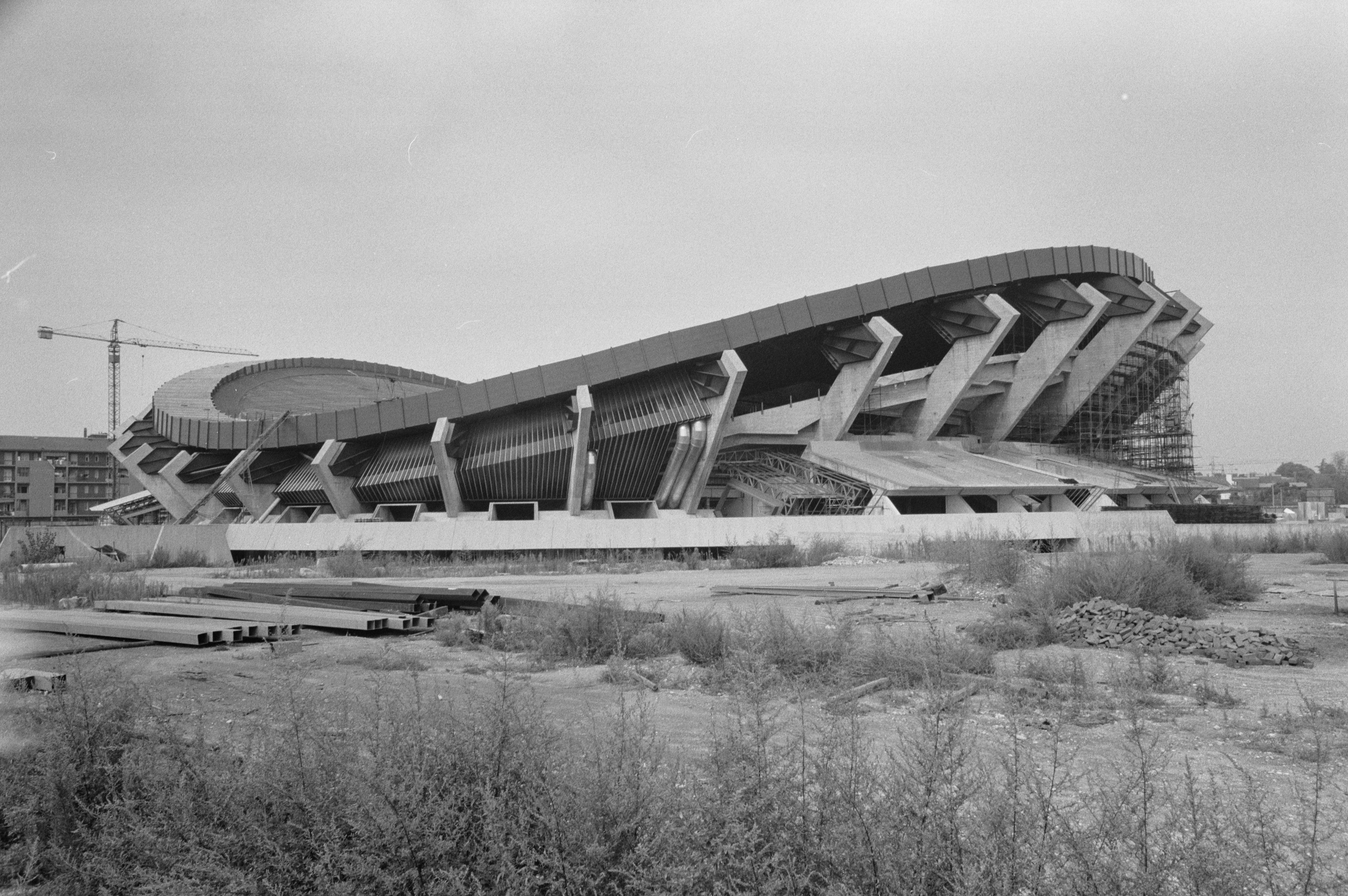
Palasport di San Siro under byggnad 1974.
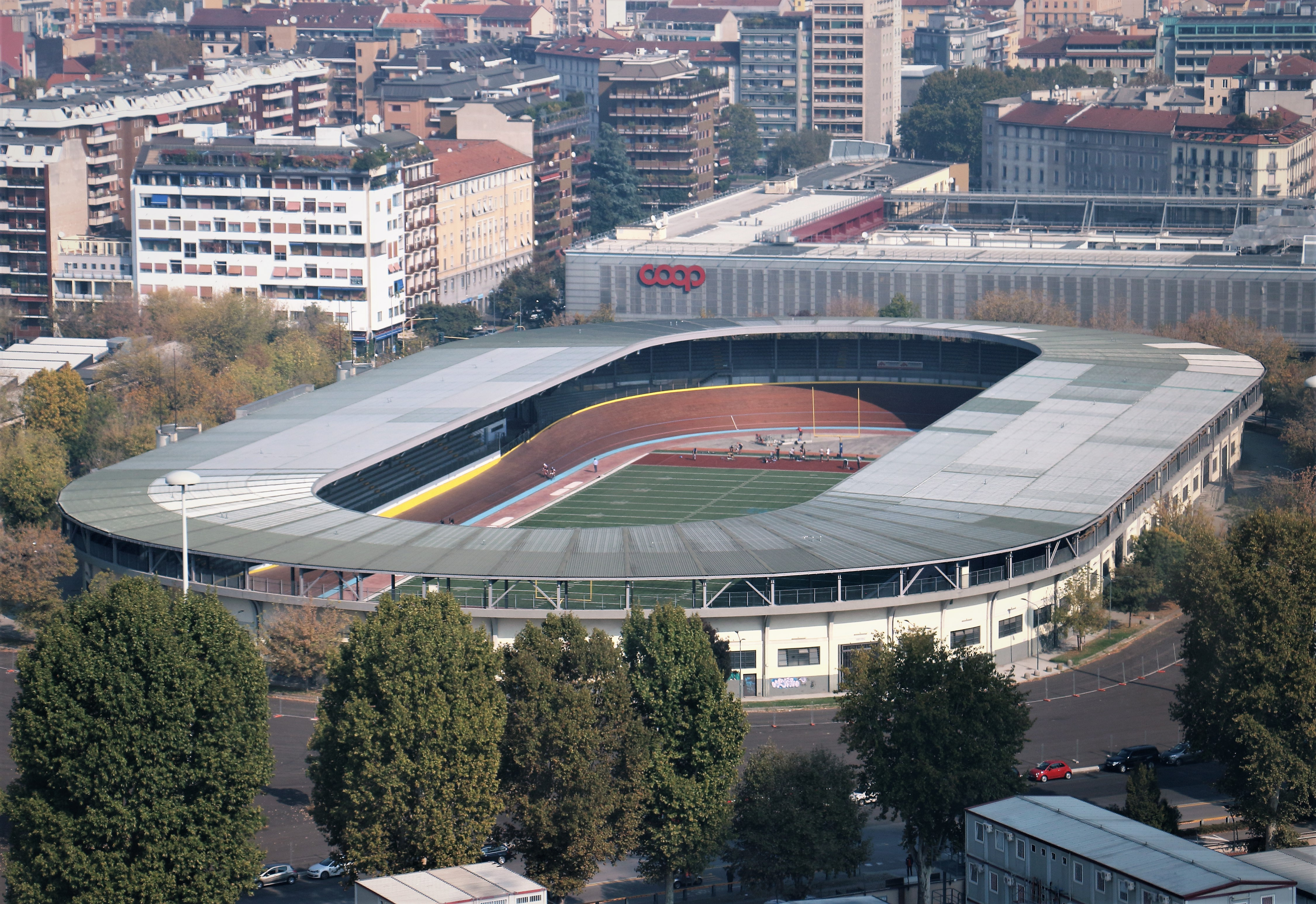
Velodromo Vigorelli 2018.
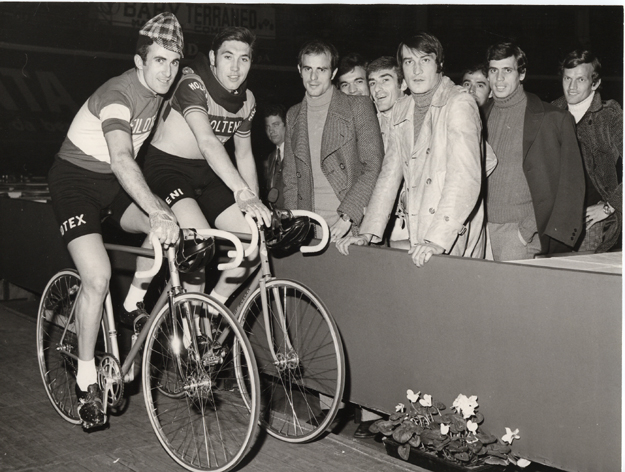
Franco Bitossi (till vänster) och Eddy Merckx vid Milanos sexdagars 1971.